# Marija Pajun
Maria Vasilivna Pajun (ukrainska: Пазюн Марія Василівна Пазюн), född den 17 juli 1953 i Dziunkiv i dåvarande Ukrainska SSR i Sovjetunionen (nu Ukraina), är en sovjetisk roddare.
Hon tog OS-silver i åtta med styrman i samband med de olympiska roddtävlingarna 1980 i Moskva.